# St. Margaretha (Söchtenau)

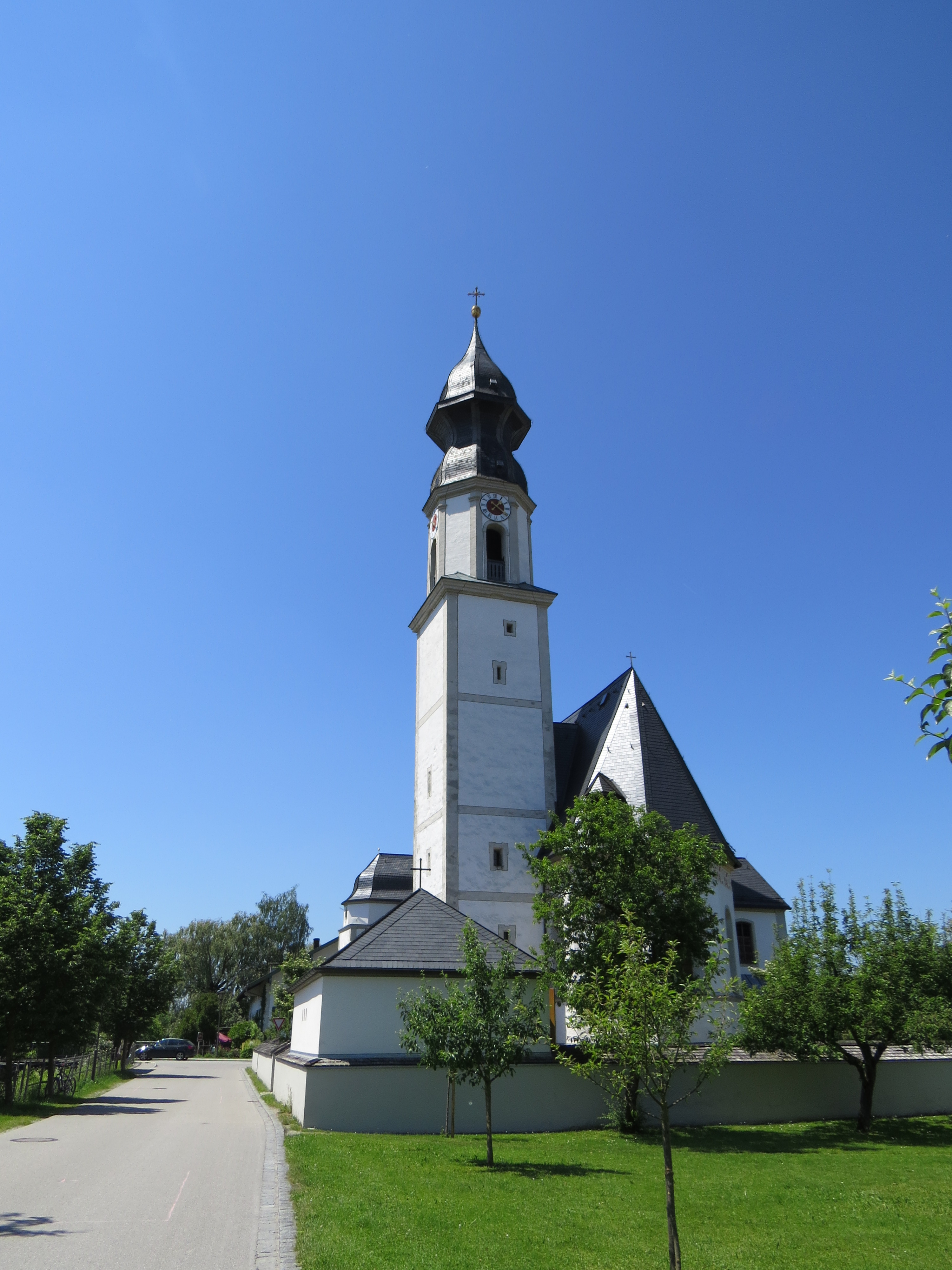
St. Margaretha in Söchtenau

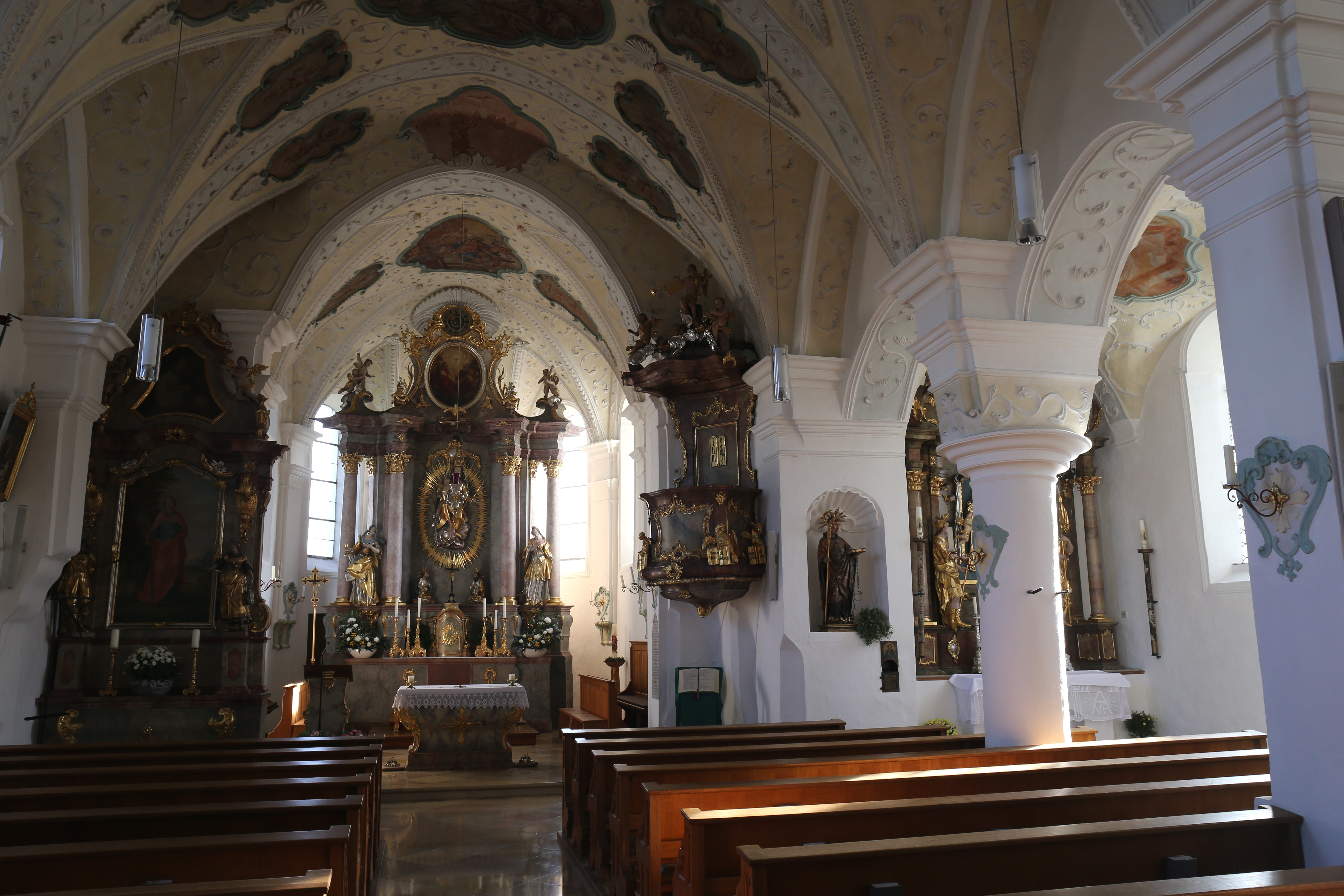
Innenraum

Die römisch-katholische Pfarrkirche St. Margaretha steht in Söchtenau, einer Gemeinde im oberbayerischen Landkreis Rosenheim. Sie ist in der Liste der Baudenkmäler in Söchtenau als Baudenkmal unter der Nr. D-1-87-174-1 eingetragen. Die Kirche gehört zum Dekanat Rosenheim im Erzbistum München und Freising.

## Beschreibung
Die spätgotische Saalkirche wurde Mitte des 15. Jahrhunderts erbaut. Sie besteht aus dem 1922 um zwei Joche nach Westen verlängerten Langhaus, dem eingezogenen, dreiseitig geschlossenen Chor im Osten, der 1867 angebauten Sakristei an der Nordwand und dem Chorflankenturm auf quadratischem Grundriss an der Südwand des Chors. Dem Langhaus wurde 1735 im Süden ein Seitenschiff angefügt, sodass die Saalkirche zur Hallenkirche erweitert wurde. Die Arkaden zwischen beiden Schiffen stehen abwechselnd auf Säulen und Pfeilern. Den quadratischen Geschossen des Chorflankenturms wurde 1723 ein achteckiges Geschoss mit abschließender gestufter Haube aufgesetzt, das die Turmuhr und den Glockenstuhl enthält.
Den von den Skulpturen der Barbara von Nikomedien und der Thekla von Ikonium flankierten Hochaltar und die Kanzel hat Johann Georg Lindt 1764/65 geschaffen. Im Altarretabel befindet sich ein Marienbildnis aus dem 17. Jahrhundert. Die Darstellung der Heiligen Dreifaltigkeit im Altarauszug gestaltete 1854 Josef Holzmaier. Auf dem Altarretabel des Altars im Seitenschiff befindet sich ein Gnadenbild Maria, Mutter der Schönen Liebe.